# Alexandru Darie
Alexandru (Ducu) Darie (nume la naștere Alexandru Darie-Maximciuc; n. 14 iunie 1959, București, România – d. 18 septembrie 2019, București, România) a fost un regizor român de teatru. Este fiul cunoscutului actor de teatru și film Iurie Darie și al actriței Consuela Roșu.

## Biografie
Alexandru Darie s-a născut în data de 15 iunie 1959, la București. A studiat regia de teatru la Universitatea Națională de Artă Teatrală și Cinematografică „Ion Luca Caragiale” din București, pe care a absolvit-o în 1983.
În studenție a regizat spectacolul Paracliserul, de Marin Sorescu, pentru care i s-a acordat Marele Premiu pentru cea mai bună producție la Festivalul International al școlilor de Teatru Jacques Lecoq, Riccione, Italia, 1981.
În 1983, a interpretat rolul lui Lucu în Galax, un film românesc de Ion Popescu-Gopo. În film a apărut și tatăl său, Iurie Darie.
După terminarea facultății a lucrat la Teatrul de Stat din Oradea. Printre producțiile realizate în această perioadă se numără: Săptămâna luminată, de Mihail Săulescu, 1984; Jolly-Joker, de Tudor Popescu, 1985 (spectacolul a fost interzis un an mai târziu, iar numele său nu a mai apărut în presă timp de un an); Amadeus, de Peter Shaffer, 1986, nominalizat pentru cea mai bună producție a anului 1986, premiat de ATM; Zece hohote de râs, de Tudor Popescu, 1987, spectacol cenzurat de patru ori.
A continuat să colaboreze și cu alte teatre. În 1985 a regizat la Teatrul Tineretului din Piatra Neamț R.U.R., de Karel Capek - premiile pentru cea mai buna producție și cel mai bun regizor la Festivalul Tineretului de la Piatra Neamț, 1985.
În 1988 a fost invitat la Teatrul Mic din București unde a regizat Cameristele, de Jean Genet.
Din 1989 a lucrat ca regizor angajat la Teatrul de Comedie din București. Aici a regizat în 1990 Visul unei nopți de vară, de William Shakespeare (cu Florentina Mocanu în rolul Hermia), spectacol distins cu premiile pentru cel mai bun regizor și cele mai bune costume la prima ediție a Festivalului Național de Teatru „I.L. Caragiale".
Cu spectacolul Visul unei nopți de vară, Alexandru Darie a fost invitat în 1991 de London International Festival of Theatre (LIFT), a susținut un turneu în Marea Britanie, iar „The Guardian" a apreciat: „este cea mai bună producție prezentată în Marea Britanie după Visul unei nopți de vară regizat de Peter Brook".
Spectacolul a fost nominalizat printre primele 20 de producții cu Visul unei nopți de vară din lume. În 1992 regizorul a fost invitat de Oxford Stage Company să regizeze Mult zgomot pentru nimic, de William Shakespeare, BBC apreciind montarea drept un eveniment al stagiunii".
Alexandru Darie a regizat în SUA la Performing Arts Centre, New-York Mizantropul, de Moliere și Cabala bigoților, de Mihail Bulgakov.
În 1992 s-a angajat regizor artistic la Teatrul Bulandra. În 1994 a continuat seria spectacolelor Shakespeare cu Poveste de iarnă, care a avut un mare succes la Globe Theatre Tokio și la Festivalul Uniunii Teatrelor din Europa (Milano), spectacol distins cu premiul Asociației Internaționale a Criticilor de Teatru - secția română.
În ianuarie 1995 a regizat Trei surori, de Anton Cehov, spectacolului acordându-i-se Premiul Asociației Criticilor de Teatru - secția română pentru cel mai bun spectacol și Premiul UNITER pentru cel mai bun regizor. De asemenea, a reprezentat Teatrul Bulandra la cea de-a cincea ediție a Festivalului Uniunii Teatrelor din Europa - Cracovia1996.
Alexandru Darie a montat în Japonia Omul cel bun din Seciuan, de Bertolt Brecht, la Ghinza Season Theatre din Tokio (1996) și Macbeth, de William Shakespeare. În 1999 a regizat la Teatrul de Comedie Iluzia comică, după Pierre Corneille, traducere în versuri de Horia Gârbea, un spectacol care a obținut numeroase premii, printre care și premiul UNITER pentru cel mai bun spectacol al stagiunii. Înainte, în 1998,  a montat la Teatrul Nottara, o temerară punere în scenă a piesei Viforul, o piesă istorică (considerată de mulți depășită) scrisă de Delavrancea. Însă viziunea lui regizorală a convins, ca și interpretarea de înaltă ținută a protagonistului Stelian Nistor.
În 2002, Alexandru Darie a devenit directorul prestigiosului Teatru Bulandra din București, iar în decembrie 2006 a fost ales președinte al Uniunii Teatrelor din Europa cu sediul la Paris.
Alexandru Darie a decedat în data de 18 septembrie 2019, la Spitalul Fundeni din București. A fost înmormântat pe 22 septembrie 2019 la Cimitirul Bellu, cu onoruri militare.

## Distincții
- Ordinul național „Serviciul Credincios” în grad de Ofițer (1 decembrie 2000) „pentru realizări artistice remarcabile și pentru promovarea culturii, de Ziua Națională a României”[15]
- Ordinul „Steaua Solidarității Italiene” în grad de Cavaler[16]
- Ordinul Artelor și Literelor în grad de Cavaler, acordat la inițiativa Ministerului Culturii și Comunicării din Franța[16]